# Brooke Shields
Brooke Christa Camille Shields (Nova Iorque, 31 de maio de 1965) é uma atriz e modelo americana. Ganhou fama como atriz ainda criança e na adolescência como uma das mais fotografadas e reconhecidas modelos do mundo. 
Shields frequentou a Universidade de Princeton de 1983 a 1987, formando-se em Literatura Francesa. Sua tese foi intitulada The Initiation: From Innocence to Experience: The Pre-Adolescent/Adolescent Journey in the Films of Louis Malle, "Pretty Baby" and "Lacombe Lucien" ("A Iniciação: Da Inocência à Experiência: A Jornada Pre-Adolescente/Adolescente nos Filmes de Louis Malle"). Durante a década de 1980 e década de 1990, ganhou particular atenção da imprensa, principalmente a sensacionalista, pelo seu curto relacionamento amoroso com o cantor Michael Jackson e pelos 6 anos de relacionamento com o tenista Andre Agassi.

## Biografia
Brooke é filha de Francis Alexander Shields e Maria Theresa Schmonn. Seus avôs paternos são Francis Xavier Shields (tenista) de ascendência irlandesa, e a princesa Donna Marina Torlonia di Civitella-Cesi da Itália.[carece de fontes?]
Durante seus anos na Universidade de Princeton na década de 1980, Brooke  manteve um relacionamento amoroso com o ator Dean Cain, também estudante da instituição na época. O namoro foi mencionado por Shields em sua autobiografia There Was a Little Girl (2014) e no documentário Pretty Baby: Brooke Shields (2023). No documentário, ela revelou que perdeu a virgindade com Cain aos 22 anos, descrevendo sentimentos de culpa e insegurança devido à pressão pública e à influência de sua mãe. Shields também afirmou que, anos depois, pediu desculpas a Cain por não ter aproveitado plenamente o relacionamento, atribuindo sua atitude à vergonha que sentia na época. O casal terminou o relacionamento durante a faculdade, mas teve uma breve reconciliação três anos após a separação, antes de se separarem definitivamente.
Shields foi casada de 19 de abril de 1997 a 9 de abril de 1999 com o tenista Andre Agassi, após um relacionamento que se iniciou em 1993. Não tiveram filhos. Desde 4 de abril de 2001, é casada com o escritor de televisão Chris Henchy. Têm duas filhas, Rowan Francis, nascida em 15 de maio de 2003 e Grier Hammond, nascida em 18 de abril de 2006.

### Depressão pós-parto
Na primavera de 2005, Brooke Shields falou a revistas e apareceu no programa de televisão The Oprah Winfrey Show para tornar pública a sua batalha contra a depressão pós-parto, uma experiência que inclui depressão, pensamentos suicidas, distúrbios de pensamento e incapacidade de responder às necessidades do bebê. O mal teria se iniciado por um conjunto de fatores: a morte de seu pai três semanas antes, o estresse da fertilização in vitro, alguns fracassos e um histórico familiar de depressão, assim como a alteração hormonal e a mudança de vida por causa da gravidez.
Em seu livro Down Came the Rain, Brooke Shields relata e discute a experiência pela qual passou na depressão pós-parto.
Em maio de 2005, o ator Tom Cruise, um cientologista, criticou Shields pelo uso e apologia do remédio antidepressivo Paxil. Cruise declarou: "Ela é uma mulher, e eu tenho cuidado com Brooke Shields porque eu a acho incrivelmente talentosa. Você olha para ela e pensa para onde sua carreira está indo". Brooke respondeu às críticas de Cruise como "irresponsáveis" e "perigosas". Disse que ele deveria "continuar combatendo os aliens" (referência ao papel de Cruise no filme Guerra dos Mundos e provavelmente uma crítica à doutrina da Cientologia), e "deixar as mães decidirem a melhor maneira de cuidar de seus problemas". Respondeu a um posterior ataque de Cruise num artigo publicado no jornal The New York Times em 1 de julho de 2005.

## Carreira
Brooke Shields ganhou fama muito cedo, sendo a preferida dos fotógrafos de moda da cidade de Nova Iorque na época, como Francesco Scavullo. Garry Gross, que mais tarde travaria uma batalha judicial com Shields e sua mãe pelos direitos das fotos, foi o responsável por uma série de fotos (uma delas vendida na Christie's por cerca de um milhão de dólares) onde ela aparece em cenas de nudez explícita e maquiagem pesada quando tinha dez anos de idade. Foram essas fotografias que a levaram à sua carreira no cinema com o diretor francês Louis Malle, que viu as fotografias algum tempo depois e a convidou.
A carreira de Shields realmente começou após sua aparição em Pretty Baby (filmado por Louis Malle em 1978), um filme em que interpretava uma criança que vivia em um bordel. Esse filme contém várias cenas de nudez. Como Shields tinha apenas doze anos de idade quando o filme foi lançado – e possivelmente onze quando foi filmado – vieram os questionamentos sobre pornografia infantil. Logo em seguida, em 1979, filmou Wanda Nevada, menos notado e menos controverso.
Brooke Shields também apareceu em comerciais apelativos e controversos das calças jeans da Calvin Klein em 1980, quando tinha quinze anos. As propagandas incluíam  famosas frases provocativas, como "You want to know what comes between me and my Calvins? Nothing." ("Você quer saber o que vem entre mim e minhas Calvins? Nada."), e "I've got have seven Calvins in my closet and if they could talk, i'd be ruined!" ("Eu tenho sete Calvins no meu armário e se elas pudessem falar, eu estaria arruinada!").
Após duas décadas de filmes, os mais conhecidos ainda são The Blue Lagoon (A Lagoa Azul) de 1980 – que incluía mais cenas de nudez, mas Shields esclareceu em um processo judicial que uma dublê de corpo mais velha foi usada em algumas delas – e Endless Love (Amor Sem Fim) de 1981, ambos filmados no início de sua carreira.
Em 1984 Shields foi a acompanhante de Michael Jackson na premiação do Grammy daquele ano e namorou com ele por um breve período.
Com lançamento planejado para março de 2006 pela Sony, Brooke Shields gravou a narração de um concerto para violino baseado no clássico infantil The Runaway Bunny. A peça foi executada pela Royal Philharmonic Orchestra de Londres, tendo Barry Wordsworth como condutor e Ittai Shapira como solista, e foi composta por Glen Roven.
Shields desenvolveu seu senso cômico à medida que foi avançando rumo à idade adulta, e participou em várias produções de TV, sendo Suddenly Susan, da rede NBC (de 1996 a 2000), a mais bem sucedida.
Venceu o People's Choice Awards (Escolha da Audiência) da NBC na categoria "Jovem Talento" por quatro anos consecutivos, de 1981 a 1984, e mais de 10 anos depois venceu novamente, desta vez na categoria "Talento Feminino", em 1997.
Inicialmente na Universidade de Princeton, participou de peças de teatro e musicais, como Grease, Cabaret, Wonderful Town e Chicago, na Broadway.
Dizem que as pernas de Brooke Shields estão no seguro, pela Lloyd's of London.

## Filmografia
- Alice Sweet Alice – 1976
- King of the Gypsies – 1978
- Pretty Baby – 1978
- An Almost Perfect Affair – 1979
- Tilt – 1979
- Just You and Me, Kid – 1979
- Wanda Nevada – 1979
- The Blue Lagoon (A Lagoa Azul) – 1980
- Endless Love (Amor Sem Fim) – 1981
- Sahara – 1983
- The Muppets Take Manhattan – 1984
- Speed Zone! – 1989
- Brenda Starr – 1989
- Backstreet Dreams – 1990
- Running Wild – 1992
- Legends of the West – 1992 (documentário)
- Freaked – 1993
- I Can Make You Love Me – 1993
- The Seventh Floor – 1994
- Un amore americano - 1994
- Freeway – 1996
- Friends – 1996
- Scratch the Surface – 1997 (documentário)
- Junket Whore – 1998 (documentário)
- The Misadventures of Margaret – 1998
- The Weekend – 1999
- Black and White – 1999
- The Bachelor – 1999
- After Sex – 2000
- What Makes a Family – 2000
- Massholes – 2000
- Mayor of the Sunset Strip – 2003 (documentário)
- Rent-a-Husband – 2004
- The Easter Egg Adventure – 2005 (voz)
- The Outsider – 2005 (documentário)
- Bob the Butler – 2005
- The Last Guy on Earth – 2006 (pós-produção)
- "That 70's Show" – 2004
- Two and a Half Men – 2007
- Hannah Montana – 2008
- Lipstick Jungle – 2008
- The Middle – 2010, 2012
- The Boy Who Cried Werewolf - 2010
- Furry Vengeance – 2010
- The Greening of Whitney Brown – 2011
- Chalet Girl – 2011
- Flower Shop Mystery – 2016
- Jane the Virgin – 2018
- A Mãe da Noiva – 2024

## Prêmios e Indicações

### Globo de Ouro
- 1998 - Indicada como melhor atriz em séries de televisão (comédia/musical), por Suddenly Susan";
- 1997 - Indicada como melhor atriz em séries de televisão (comédia/musical), por Suddenly Susan";

### Satellite Awards
- 1999 - Indicada como melhor atriz em séries de televisão (comédia/musical), por Suddenly Susan";
- 1998 - Indicada como melhor atriz em séries de televisão (comédia/musical), por Suddenly Susan"